# Prąd Zachodnioaustralijski
Prąd Zachodnioaustralijski – zimny prąd morski na Oceanie Indyjskim. Płynie on wzdłuż zachodnich brzegów Australii na północ. Jest to odgałęzienie Dryfu Wiatrów Zachodnich. Średnia prędkość, z jaką płynie, wynosi 1 km/h.